# Локалитет Суви поток
Локалитет Суви поток је локалитет у режиму заштите I степена, површине 6,35ha, у североисточном делу НП Фрушка гора, у близини Локалитета Стражилово.
Налази се у ГЈ 3801Стражилово-Парагово, одељење 14, одсеци „д” и „ф”. Локалитет чини шумски екосистем, станиште реликтне термофилне заједнице храстова са грабићем (Carpino orientalis-Quercetum B.Jov. 1960.), врло неповољних еколошких услова.